# Таукеханов, Шамухан Джумаханович
Шамухан Джумаханович Таукеханов — советский хозяйственный, государственный и политический деятель.

## Биография
Родился в 1904 году в ауле Туреауылы (ныне — Баянаульского района). Член ВКП(б) с 1924 года.
С 1918 года — на хозяйственной, общественной и политической работе. В 1918—1968 гг. — батрак в станице Баян-Ауле, инструктор губкома ЛКСМ, ответственный секретарь укома ЛКСМ, заведующий экономического отдела Семипалатинского губкома ЛКСМ, председатель Семипалатинского рабочего просветительского союза, заведующий отделом Заводо-Затонского, ответственный секретарь Жана-Семейского, инструктор Семипалатинского окружного комитета партии, председатель политотдела Кызыл-Аскерского совхоза, заведующий отделом просвещения Северо-Казахстанского обкома, первый секретарь Айыртауского районного комитета КПК, прокурор Казахской ССР, директор совхоза, председатель Шортандинского райисполкома, заместитель председателя Кокчетавского облисполкома, председатель Айыртауского райисполкома.
Избирался депутатом Верховного Совета СССР 1-го созыва.
Умер в 1968 году.